# امل زاید
امل زاید (زاده ۲۷ سپتامبر ۱۹۱۰ - درگذشته ۲۳ سپتامبر ۱۹۷۲)، هنرپیشه مصری است. بازیگری را به صورت حرفه‌ای از سال ۱۳۳۷ با ایفای نقش کوچک در فیلم سلام فی خیر با بازی نجیب ریحانی آغاز کرد و پس از آن چندین نقش کوچک و فرعی را ایفا کرد و در سال ۱۹۴۴ از بازیگری کناره گرفت ولی در سال ۱۹۵۹ به آن بازگشت. پس از بازگشت، او شروع به ایفای نقش‌های قوی تر از قبل از بازنشستگی کرد، زیرا نقش مادر را در بیشتر کارهایش در سینما تجسم می‌بخشید. امل زاید برای دوره ای از زندگی خود به گروه ملی ملحق شد و در ۳۲ نمایشنامه و کار در رادیو شرکت کرد. او تا زمان مرگش در سال ۱۹۷۲ به بازیگری ادامه داد.